# Флегель, Георг
Георг Флегель (нем. Georg Flegel, 1566, Оломоуц — 23 марта 1638, Франкфурт-на-Майне) — немецкий живописец, акварелист, один из основателей немецкой школы натюрморта.

## Жизнь и творчество

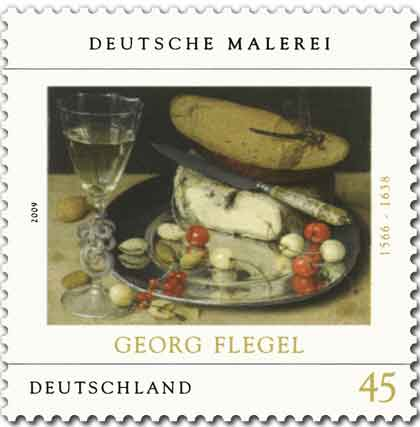
Почтовая марка Германии, посвящённая творчеству Флегеля

Георг Флегель считается первым немецким художником, писавшим натюрморты, и одним из крупнейших европейских мастеров этого жанра в начале XVII столетия. Также Флегель является создателем большого количества акварелей, изображающих цветы, зачастую в натуральную величину.
Родился в Моравии в семье сапожника. Начиная с 1580 года работал в Линце помощником в мастерской нидерландского живописца Лукаса ван Фалькенборха. Заданием Флегеля было дорисовывать фрукты, овощи и цветы на крупноформатных картинах, изображавших корпоративные застолья или сценки на рынке. В 1592—1593 годах Фалькенборх переводит свою мастерскую во Франкфурт-на-Майне, и Флегель с женой Бригиттой следуют за ним. В апреле 1597 года Флегель, при помощи Фалькенборха, получает франкфуртское гражданство и открывает собственную мастерскую. С 1600 года художник пробует писать свои первые натюрморты, используя как натуру те фрукты и предметы, которыми обычно создавали фон на больших картинах.
Мастерская Флегеля по своему размеру и производительности не могла, конечно, сравниться с настоящим художественным цехом его учителя, где постоянно работало по нескольку учеников и помощников. Единственным учеником Флегеля был Якоб Маррел, продолживший затем обучение в Утрехте у Яна де Хема. Известный немецкий мастер натюрморта Себастьян Штоскопф, многое перенявший у Флегеля, по всей видимости никогда не видел своего учителя при жизни и перенял его мастерство, изучая его произведения.
У Флегеля было семеро детей; двое его сыновей также стали художниками.

## Галерея

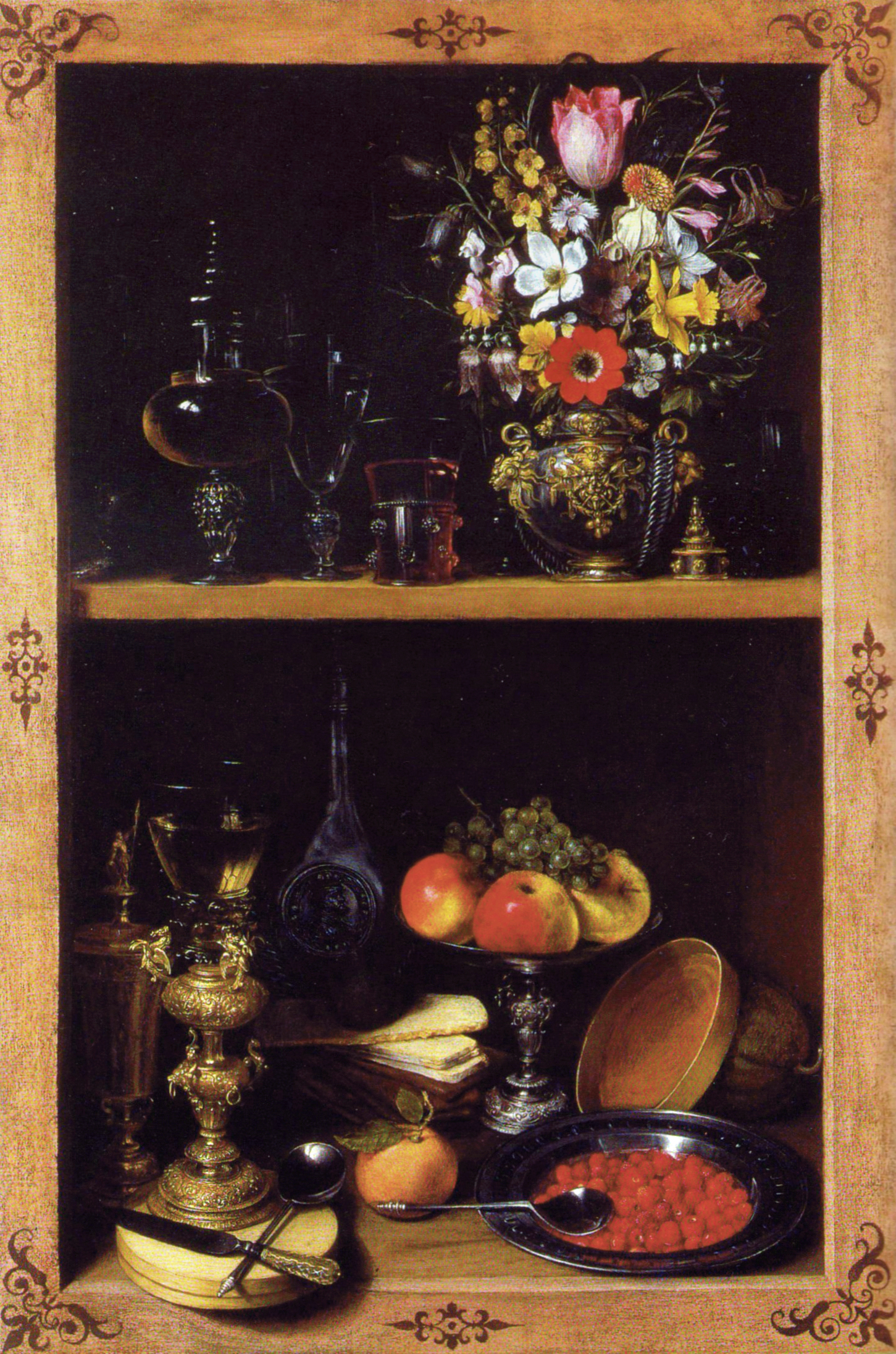
Шкаф и цветы
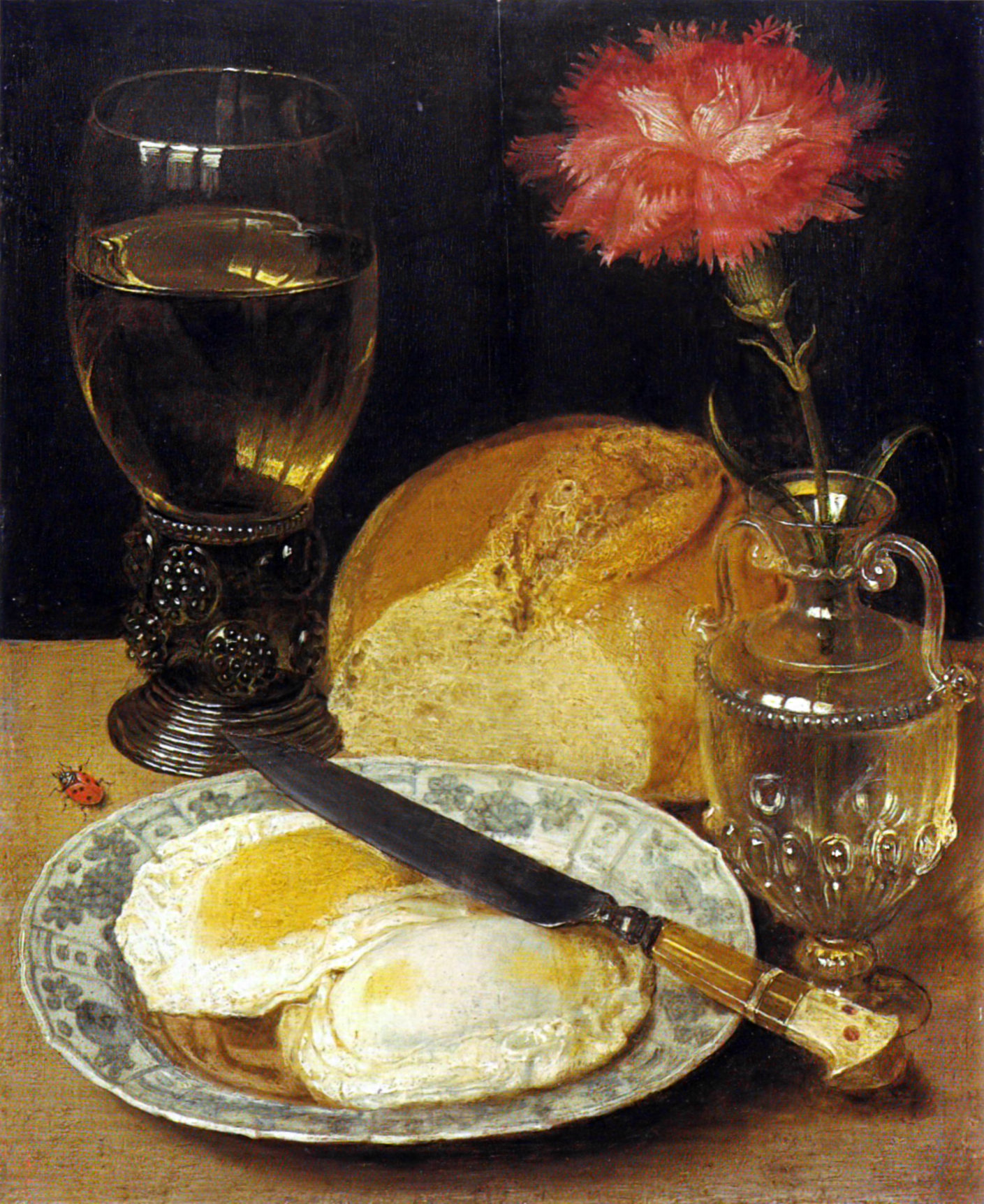
Натюрморт с глазуньей
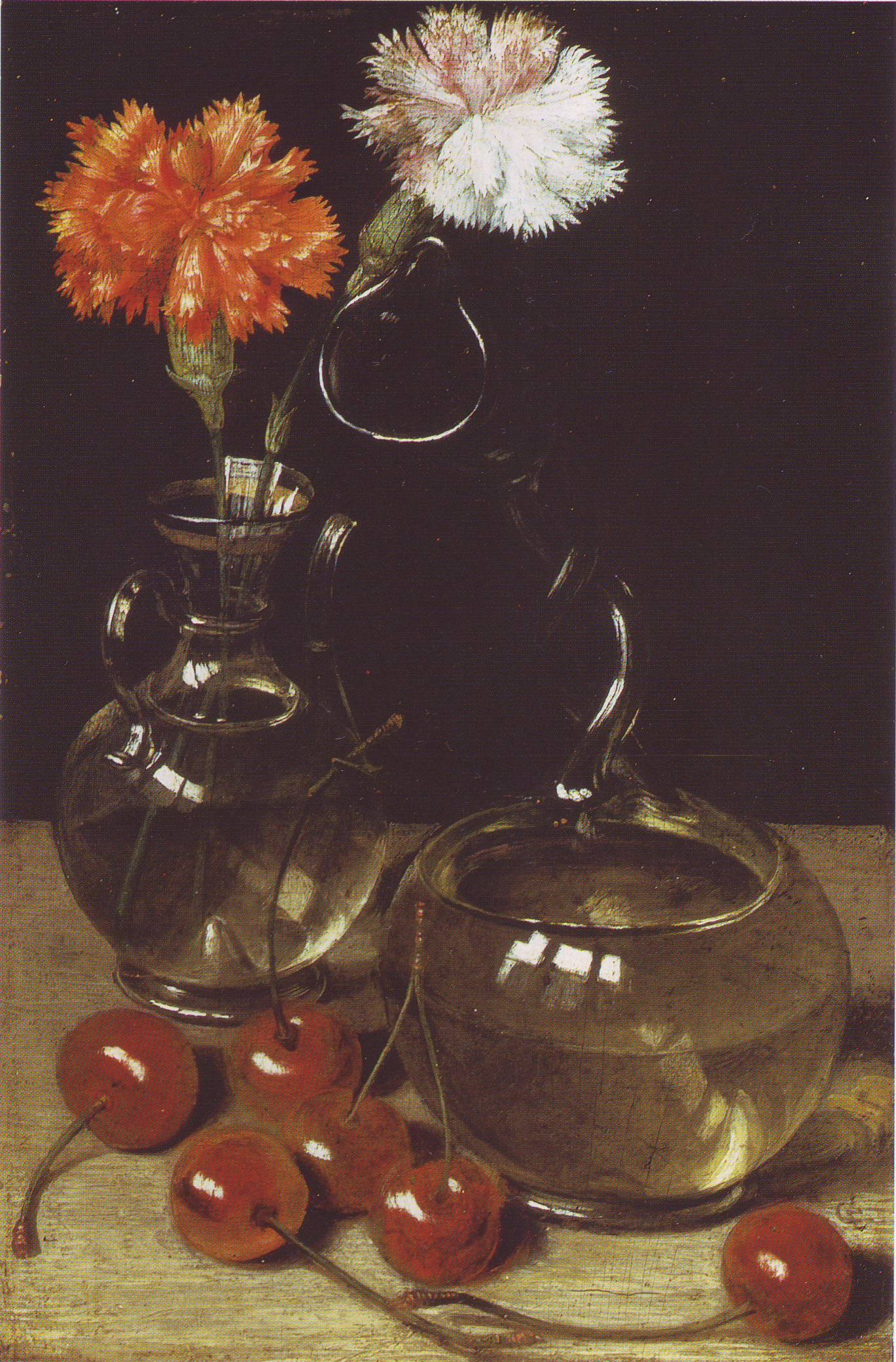
Натюрморт с вазой и вишнями
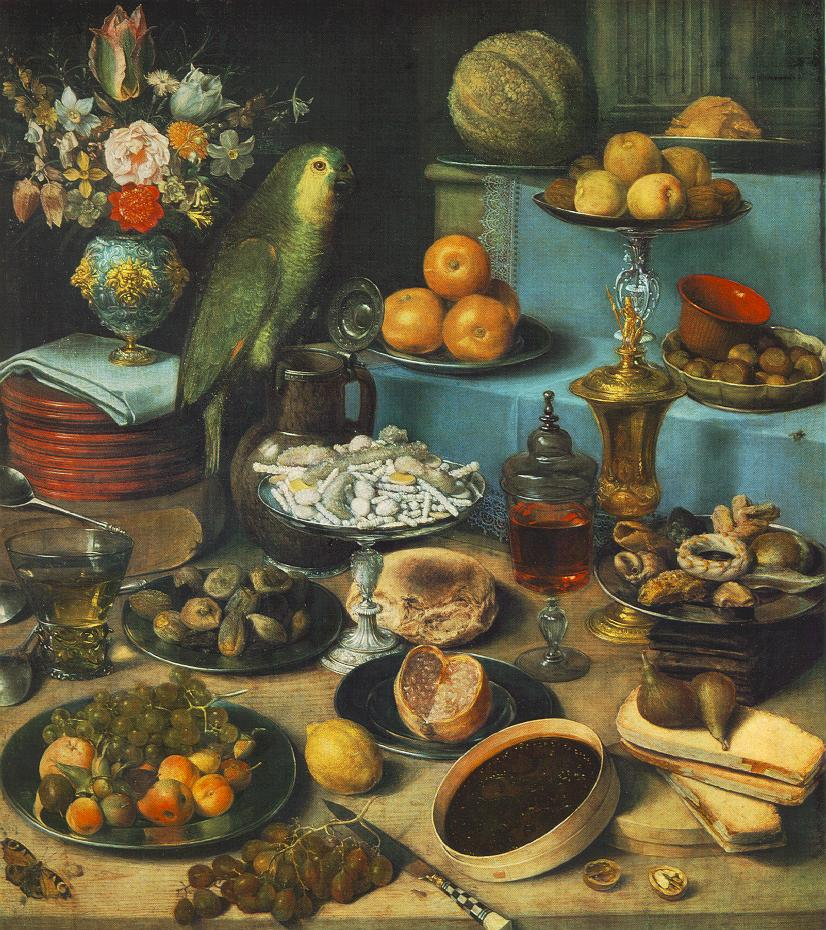
Натюрморт с попугаем
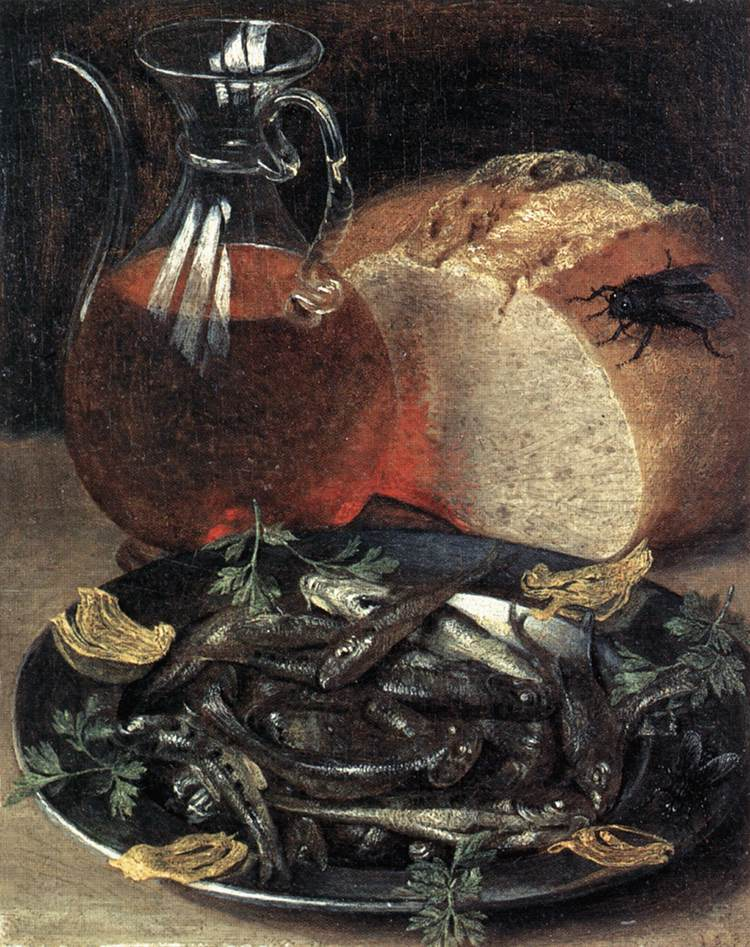
Натюрморт с рыбами
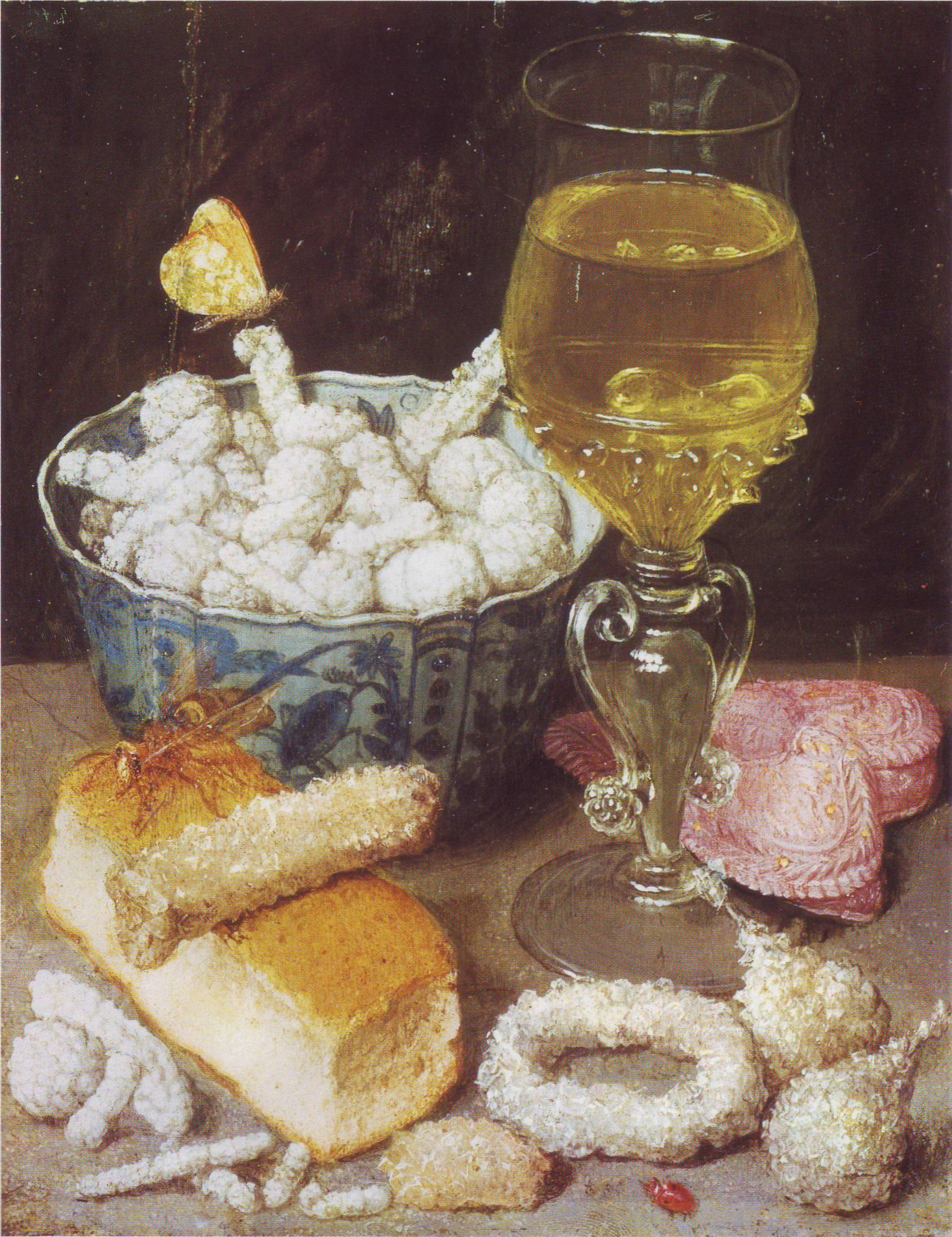
Натюрморт с хлебом и сладостями
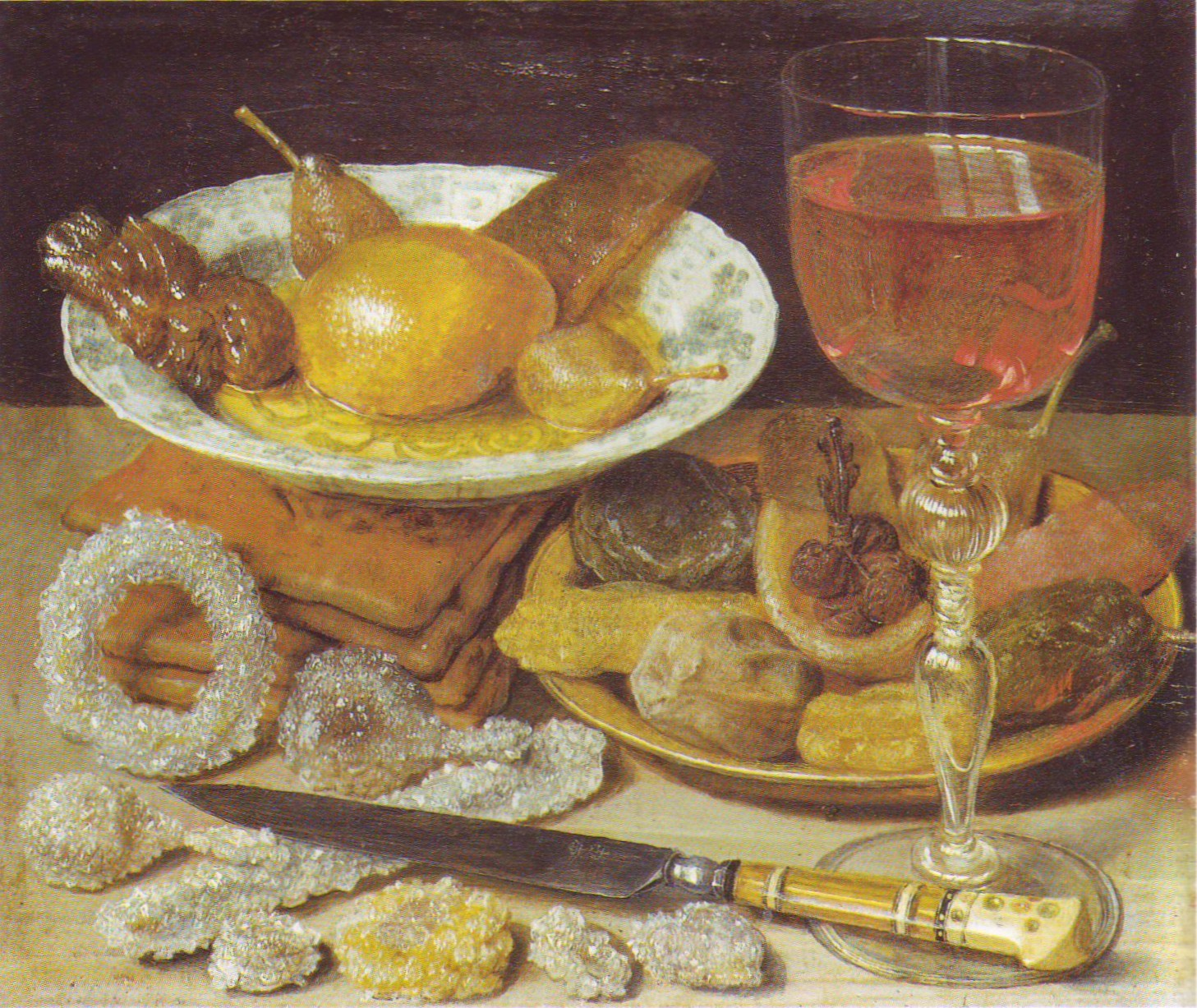
Натюрморт с печеньем и сладостями
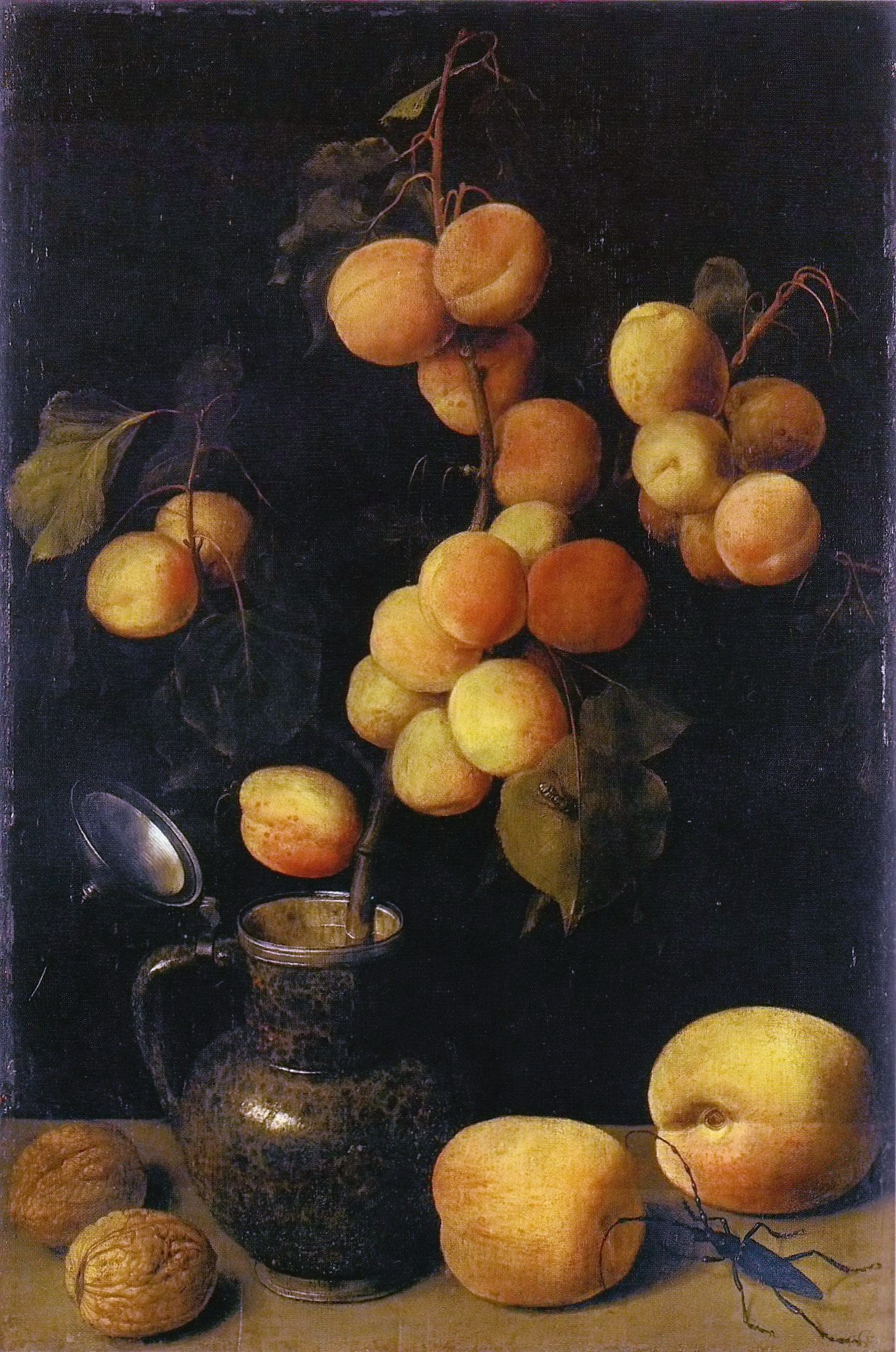
Ветка с абрикосами
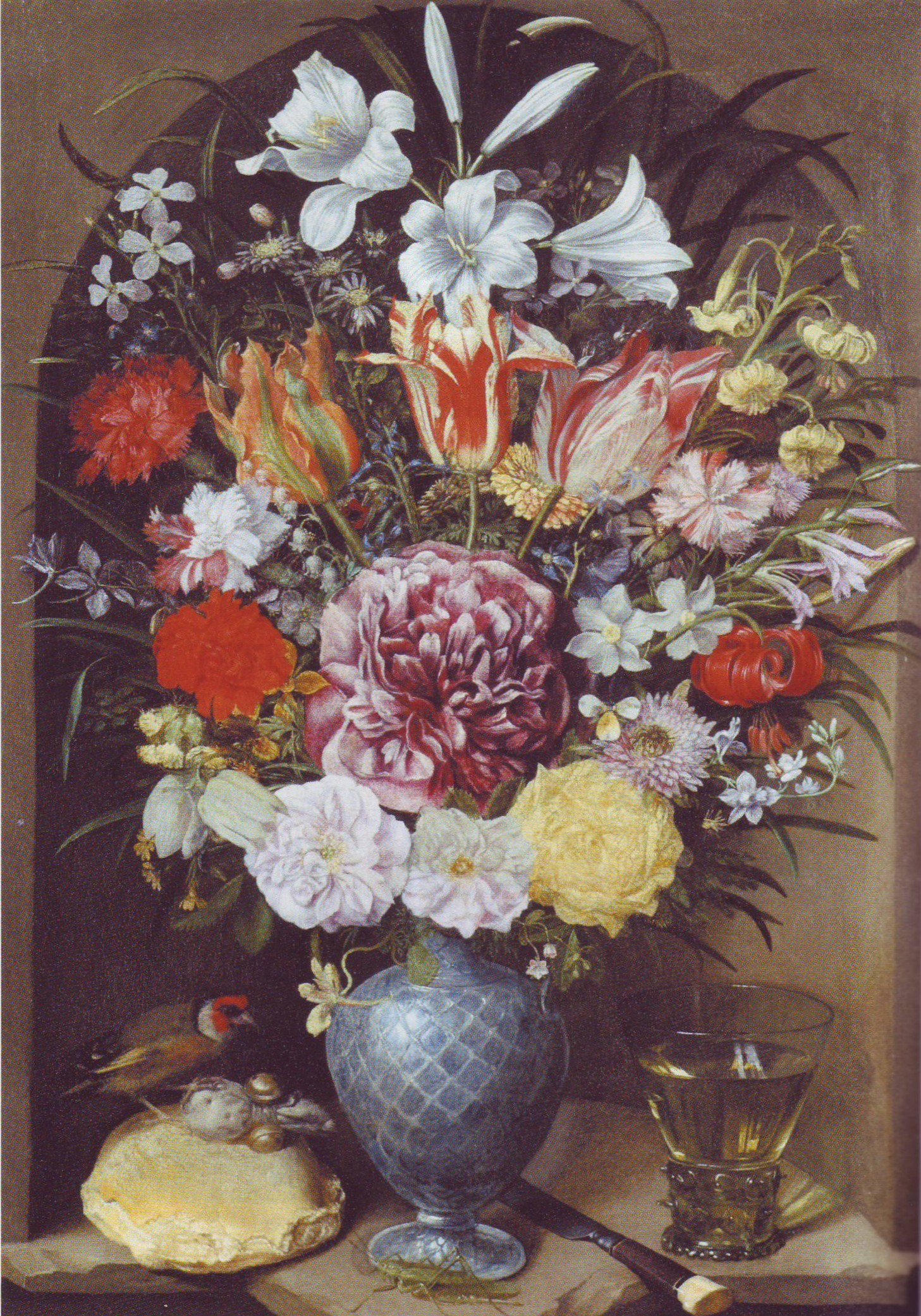
Цветы и щегол на краюхе белого хлеба в нише
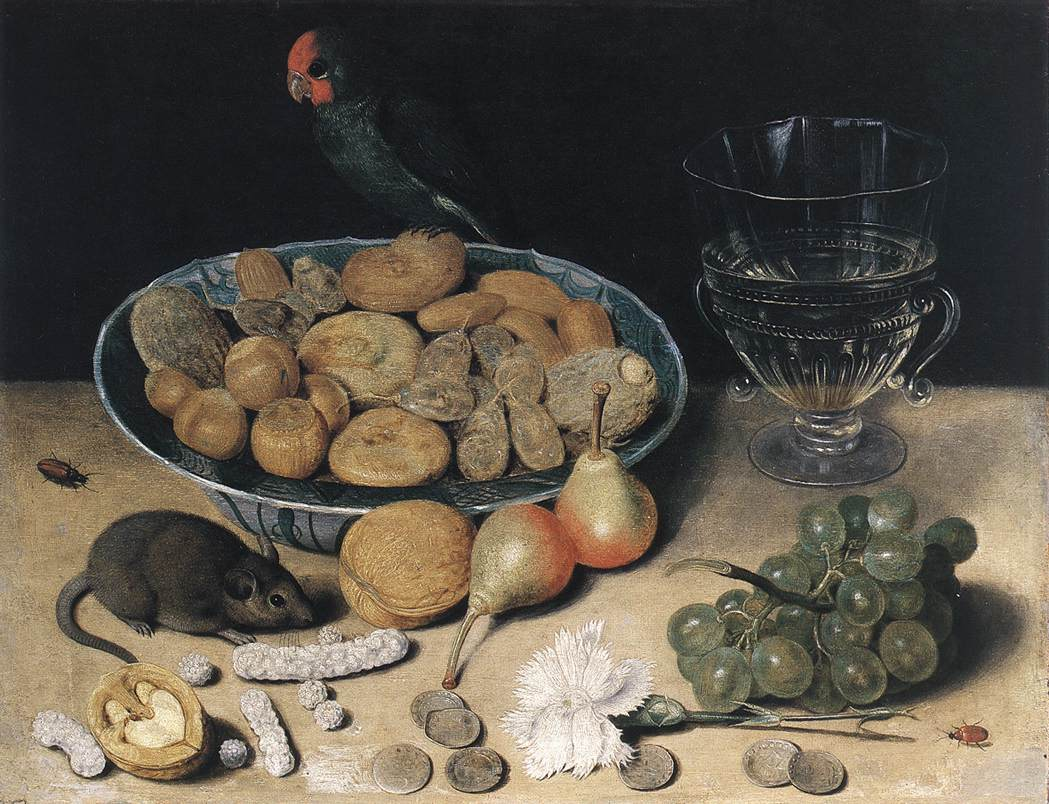
Натюрморт с десертом
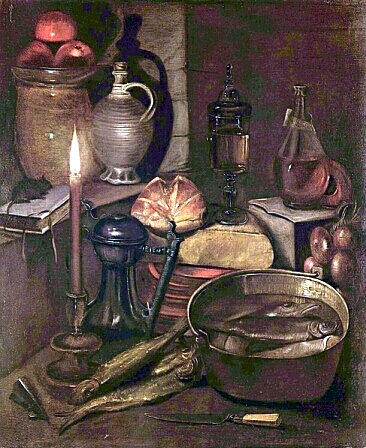
Кладовая при свете свечи
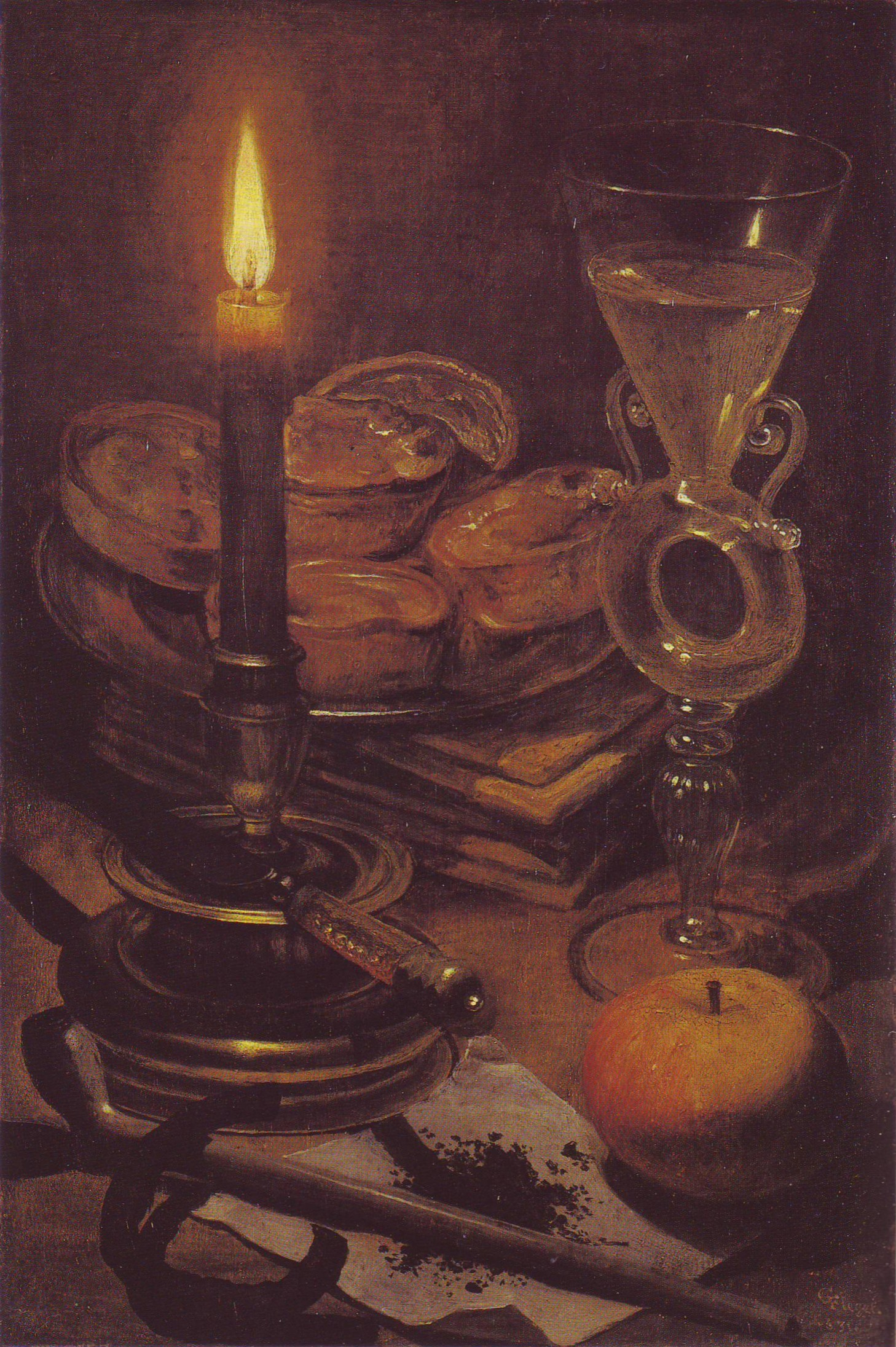
Натюрморт с трубкой при свече